# 東京大学経済学図書館

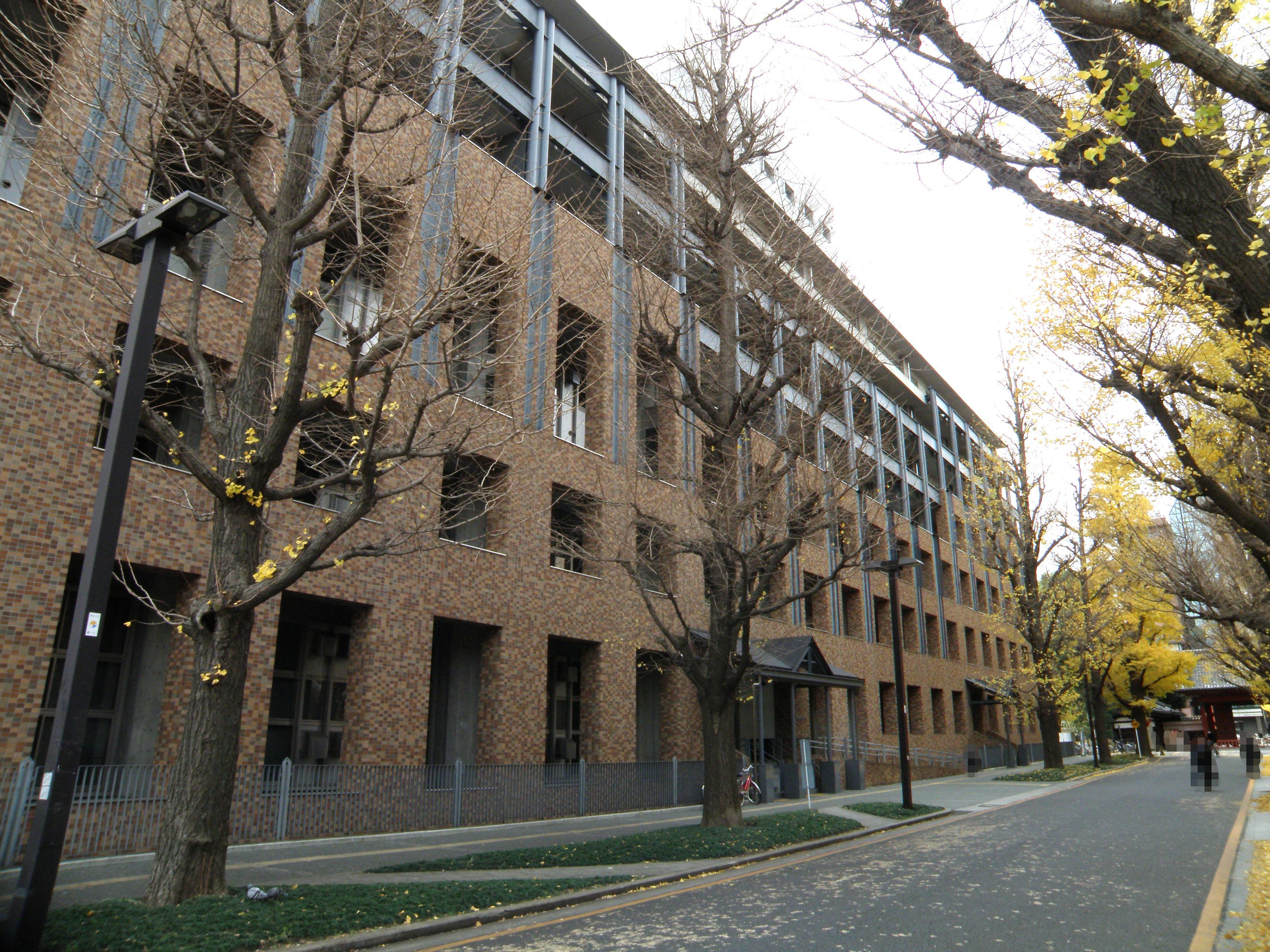
図書館が入っている赤門総合研究棟と赤門（写真右下奥）（2009年12月撮影）

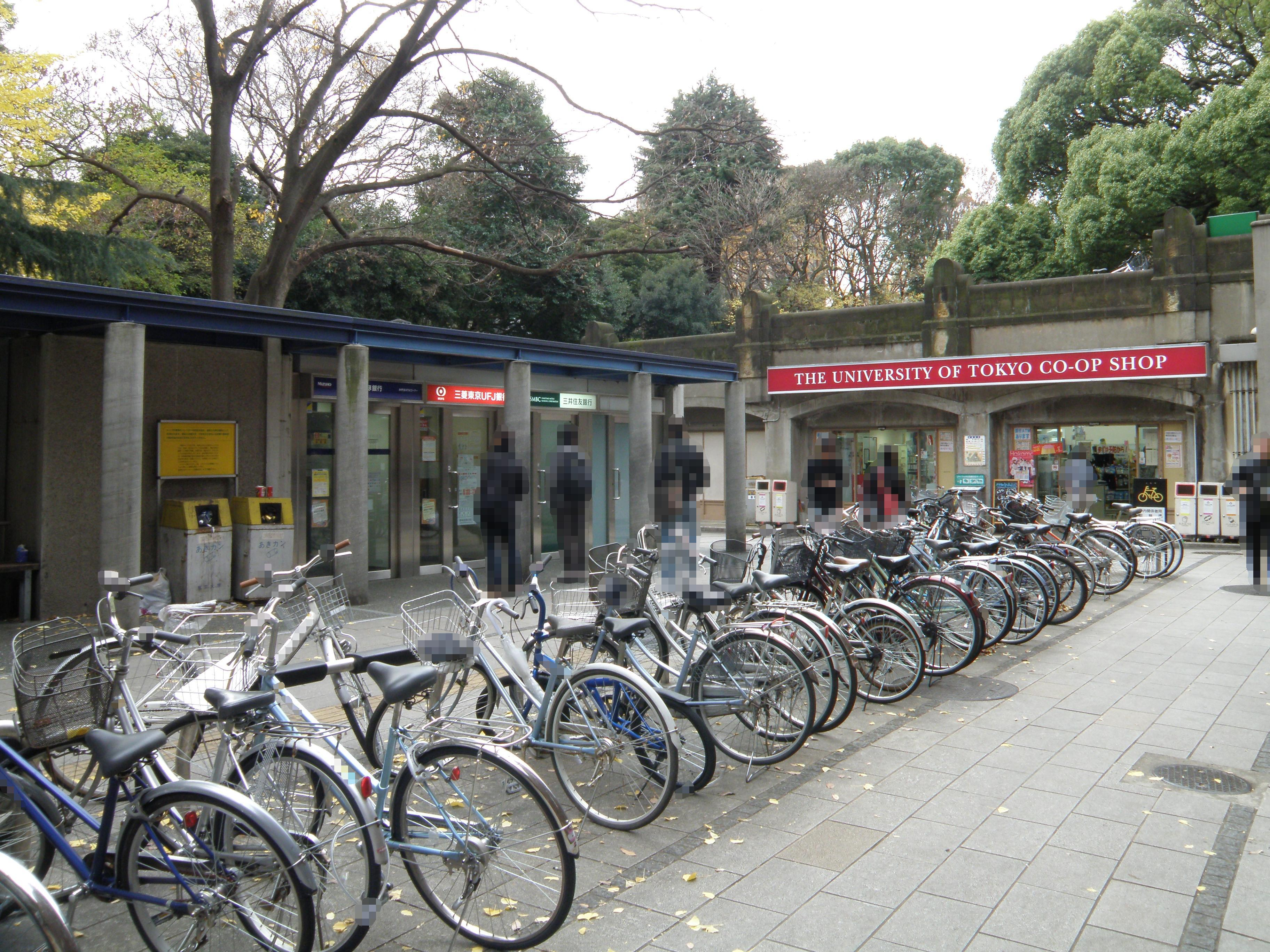
本郷キャンパス内の生協前にある銀行ATM（2009年12月撮影）

東京大学経済学図書館（とうきょうだいがくけいざいがくとしょかん）は、東京大学大学院経済学研究科・経済学部が運営する図書館である。所在地は本郷キャンパスの西側にある本郷通りに面した赤門を入って右側にある赤門総合研究棟3階東側。
本図書館は、1919年に経済統計研究室の蔵書を基に開館。蔵書数は約75万冊に上る。収集対象となる資料は、明治期の文献はもとより、地方自治体や企業の史書、企業の営業報告書、統計資料、中央官庁発行文書など、経済に関連する多種に渡る文献。
著名な蔵書・収集資料は、
- アダム・スミス文庫（314冊）- 新渡戸稲造 寄贈。
- エンゲル文庫（1,160冊）- 高野岩三郎 選定。
- 古貨幣・古札 - 日本銀行に次ぐ収集として評価されている。

## 利用

### 一般市民の利用
本図書館は学外者にも開放されており、東京大学関係者以外の一般市民も利用できる。一般市民の場合は館内閲覧に限定されるが、有料コピーサービスを利用できる。本図書館の利用に際しては身分証明証が必要となり、運転免許証や健康保険証などを持参する必要がある。
マイクロフィルム化された資料の閲覧は、マイクロフィルム・リーダーの台数が2台のため、事前に予約が必要である。予約はFAXやE-mailでも受け付けている。マイクロフィルム・リーダーにはプリンターが接続されており、有料で資料を印刷することができる。
コピー機およびマイクロフィルム・リーダー付属プリンターによる印刷料金は、紙サイズ（B5, A4, B4, A3）に関係なく、1枚40円である（白黒印刷、2009年時点）。コピー機およびプリンターによる印刷は利用者自身が行い、印刷後に図書館カウンターへ申し出て、料金支払の手続きを行う。料金は東京大学の口座に振り込む。本郷キャンパス内には数行の銀行のATMが設置されている。ATMの振り込み明細書と引き換えに、印刷した資料を受け取ることができる。振り込みに使用する東京大学の口座は三井住友銀行にあるため（2009年時点）、同銀行のATMを利用すると振り込み手数料が無料となる。

### 一般市民の利用時間
- 平日：午前9時から午後8時
- 大学夏休み・冬休み期間：午前9時から午後5時

## 交通機関
- 最寄駅：本郷三丁目駅（都営地下鉄大江戸線、東京メトロ丸ノ内線）